# Siegfried George
Siegfried Hubert Clemens George (* 13. September 1933 in Kainzen, Kreis Guhrau, Provinz Schlesien; † 18. Oktober 2017) war ein deutscher Politikdidaktiker.

## Leben
Siegfried George studierte von 1954 bis 1960 Theologie, Latein und Philosophie für das Lehramt an Gymnasien in Frankfurt am Main. Nach dem Bachelor of Arts an der Georgetown University und der Promotion 1962 an der Universität Frankfurt am Main studierte er von 1963 bis 1964 Soziologie an der Universität von Paris (Sorbonne). Nach dem zweiten Lehramtsexamen 1968 war er ab 1969 Studienrat im Hochschuldienst an der Universität Gießen, wo er von 1972 bis 1998 als Professor für Didaktik der Gesellschaftswissenschaften lehrte.
Siegfried George lebte in Krofdorf-Gleiberg.

## Schriften (Auswahl)
- Sozialwissenschaftliches Fachpraktikum. Ein didaktisches Konzept zur Analyse und Planung des historisch-politischen Unterrichts. Düsseldorf 1977, ISBN 3-590-18050-1.
- Chancen und Risiken der neuen Technologien. Stuttgart 1988, ISBN 3-476-20372-7.
- Erschliessendes Denken. Selbstreflexion, Meditation, Intuition, Kreativität als Methoden des politischen Unterrichts. Schwalbach am Taunus 1993, ISBN 3-87920-515-9.
- Meine Angst ist so schlau wie der Teufel. Erfahrungsbericht. Hamburg 1999, ISBN 3-86064-917-5.